# Ligi (rejon oszmiański)
Ligi (biał. Лігі; ros. Лиги) − chutor na Białorusi, w obwodzie grodzieńskim, w rejonie oszmiańskim, w sielsowiecie Boruny.
Dawniej używana nazwa – Ligi-Łużyszcze.

## Historia
W czasach zaborów folwark szlachecki w gminie Holszany, w powiecie oszmiańskim, w guberni wileńskiej Imperium Rosyjskiego. W 1866 roku w 1 domu zamieszkiwało 17 osób. W 1905 roku liczył 11 mieszkańców, 95 dziesięcin, własność Koreywy.
W latach 1921–1945 leżał w Polsce, w województwie wileńskim, w powiecie oszmiańskim, w gminie Holszany.
W 1931 w 1 domu zamieszkiwało 17 osób.
Wierni należeli do parafii rzymskokatolickiej w Holszanach. Miejscowość podlegała pod Sąd Grodzki w Holszanach i Okręgowy w Wilnie; właściwy urząd pocztowy mieścił się w Holszanach.